# Copa de Honor Cusenier 1917
La Copa de Honor Cusenier 1917 fue la decimotercera edición de esta competición, el partido para decidir el ganador de la Copa, competencia internacional organizada por las Asociaciones de Argentina y Uruguay en conjunto la disputaron el Racing Club de Argentina y el Nacional de Uruguay.
La copa constó de un único encuentro llevado a cabo en el Estadio Parque Pereira de Montevideo, el 21 de abril de 1918. Nacional venció a Racing Club por 3-1, ganando su cuarto trofeo de Copa Cusenier.

## Clubes clasificados
Clasificaron como campeones de 1917 en sus respectivas ligas.
| AAF (Argentina) |  | Racing Club |  | Campeón de Copa de Honor MCBA (1917)       |
| AUF (Uruguay)   |  | Nacional    |  | Campeón de Copa de Honor de Uruguay (1917) |

## Partido
| 21 de abril de 1917 | Nacional                                   | 3:1 | Racing Club    | Estadio Parque Pereira, Montevideo |                          |
|                     | A.Romano 10' · A.Romano 59' · A.Romano 66' |     | N. Vivaldo 44' | Árbitro(s): A. Saralegui           | Árbitro(s): A. Saralegui |

|                             |
|                             |
| Campeón Nacional 4.º título |

| Predecesor: 1916 | Copa de Honor Cusenier 1917 | Sucesor: 1918 |